# Isola dei Meli
L'isola dei Meli (in sardo Su Scogliu Mannu) è un isolotto disabitato situato a poca distanza dalla costa di Portoscuso, a circa 800 metri da capo Altano. Si estende per circa 300 metri da nord-ovest verso sud-est. In esso dimorano numerosi esemplari di cormorani e gabbiani. Il suo interno è prevalentemente roccioso e presenta una piccola spiaggia.